# J.R.D. Tata
Jehangir Ratanji Dadabhoy Tata, född 29 juli 1904 i Paris i Frankrike, död 29 november 1993 i Genève i Schweiz, var en indisk flygpionjär och företagsledare. Han var chef för Tata Group och grundade Air India.